# Fordampningskøling
Ved fordampningskøling forstås en teknik, som anvendes ved køling af atomer til en temperatur kun nogle få nanoKelvin over det absolutte nulpunkt
Fordampningskøling anvendes bl.a. ved fremstilling af et Bose-Einstein kondensat (BEC).

## Teori
"Fordampningskøling med radiobølger foregår ved selektivt at fjerne de mest energirige atomer fra den termiske fordeling. Dette sker ved, at bestråle atomskyen med radiobølger, der er på resonans med de mest energirige atomer, hvormed de forlader det magnetfelt, hvori atomskyen holdes fanget. Man fjerner altså alle de atomer, der har en energi større end en vis skæringsenergi, hvilket resulterer i, at temperaturen falder, da den gennemsnitlige energi nu er mindre, end før man fjernede de mest energirige atomer. 
Når man fjerner de mest energirige atomer, bringer man imidlertid atomskyen ud af termisk ligevægt, hvilket forhindrer, at temperaturen i atomskyen falder. Det er derfor helt afgørende, at den termiske ligevægt for systemet genoprettes, for at vi kan få temperaturen til at falde yderligere. Den termiske ligevægt genoprettes ved kollisioner mellem atomerne i atomskyen. 
Fordampningskøling blev bl.a. videreudviklet af fysikerne Cornell og Wiemann, som var de første til at dannet et BEC. Det lykkedes for dem i 1996, hvilket de modtog Nobelprisen i fysik for i 2001 sammen med Ketterle, som dannede et BEC uafhængigt af Cornell og Wiemann nogle måneder senere."